# Kanton Acheux-en-Amiénois
Kanton Acheux-en-Amiénois is een voormalig kanton van het Franse departement Somme. 

## Geschiedenis
Het kanton maakte deel uit van het arrondissement Amiens. Het kanton werd op 22 maart 2015 opgeheven en de gemeenten werden opgenomen in het aangrenzende kanton Albert in het arrondissement Péronne. De gemeenten werden daarbij niet naar het andere arrondissement overgeheveld waardoor het kanton Albert nu over twee arrondissementen verdeeld is.

## Gemeenten
Het kanton Acheux-en-Amiénois omvatte de volgende gemeenten:
- Acheux-en-Amiénois (hoofdplaats)
- Arquèves
- Authie (Ot(h)ie)
- Bayencourt
- Bertrancourt
- Bus-lès-Artois
- Coigneux
- Colincamps
- Courcelles-au-Bois
- Englebelmer
- Forceville
- Harponville
- Hédauville
- Hérissart
- Léalvillers
- Louvencourt
- Mailly-Maillet
- Marieux
- Puchevillers
- Raincheval
- Saint-Léger-lès-Authie
- Senlis-le-Sec
- Thièvres
- Toutencourt
- Varennes
- Vauchelles-lès-Authie